# エリー・ハリソン
エリー・ハリソン（Ellie Harrison、1977年11月17日 - ）は、イングランドのテレビプレゼンター。地理学と生態学を学び、野生動物の専門家である。

## キャリア
ハリソンはレポートの映像の撮影のほか、BBCのCountryfileやCountry Tracks、The Great British Winter、The One Show、ディスカバリーチャンネルのDaily PlanetとOutrageous Acts of Scienceといった番組でも司会を務めた。
2014年12月にはヘンリー・エルウェスからグロスタシャー・ワイルドライフ・トラストの会長を引き継いだ。
2015年にはBBC OneのSerect Britainでプレゼンターを務めた。同年にはITVのドキュメンタリー『イギリス恐竜図鑑』で案内人役を担当した。ITVでは翌年にも Britain's Sharks と Britain's Whales でプレゼンターを担当。8月にはブレナム宮殿で Countryfile Live に、エディンバラではチルドレン・イン・ニード の Countryfile Ramble に出演し、産休明けの2016年11月にCountryfileに復帰した。2017年11月には Countryfile のBBCのチルドレン・イン・ニード特別版 Countrylife でカントリー・ミュージックを歌唱・ダンスした。

## 私生活
2005年からマシュー・グッドマンと結婚しており、2016年には3児の母となった。